# Janko Bratanov
Janko Ivanov Bratanov (in cirillico: Янко Иванов Братанов; trasl. angl.: Yanko Ivanov Bratanov; Sliven, 10 giugno 1952) è un ex velocista e ostacolista bulgaro specializzato nel giro di pista.

## Biografia
Nel 1974 prese parte ai suoi primi campionati europei di atletica leggera a Roma, concludendo la gara dei 400 metri ostacoli con l'eliminazione in semifinale. L'anno successivo conquistò la sua prima medaglia internazionale: un bronzo nella staffetta 4×320 metri ai campionati europei indoor di Katowice. L'anno successivo si laureò campione europeo dei 400 metri piani ai campionati europei indoor di Monaco di Baviera 1976. Pochi mesi dopo, ai Giochi olimpici di Montréal si classificò sesto nei 400 metri ostacoli.
Nel 1978 non raggiunse la finale dei 400 metri ostacoli né agli Europei di Praga né agli europei indoor di Milano (fu eliminato, rispettivamente, in semifinale e in batteria di qualificazione).
Il 1980 fu l'anno della sua ultima importante esperienza internazionale: ai Giochi olimpici di Mosca concluse la gara dei 400 metri ostacoli in ottava posizione.

## Progressione

### 400 metri ostacoli
| Stagione | Tempo | Luogo    | Data      | Rank. Mond. |
| -------- | ----- | -------- | --------- | ----------- |
| 1981     | 50"60 | Varsavia | 18-6-1981 |             |
| 1980     | 50"17 | Mosca    | 25-7-1980 |             |
| 1979     | 50"58 | Sofia    | 28-7-1979 |             |
| 1978     | 49"98 | Sofia    | 19-8-1978 |             |
| 1977     | 49"99 | Sofia    | 22-8-1977 |             |
| 1976     | 49"77 | Furth    | 13-6-1976 |             |
| 1974     | 50"66 | Roma     | 3-9-1974  |             |
| 1970     | 53"96 | Parigi   | 12-9-1970 |             |

## Palmarès
| Anno | Manifestazione   | Sede              | Evento                | Risultato  | Prestazione | Note                                     |
| ---- | ---------------- | ----------------- | --------------------- | ---------- | ----------- | ---------------------------------------- |
| 1970 | Europei juniores | Parigi            | 400 metri ostacoli    | Batteria   | 53"96       | Miglior prestazione personale            |
| 1974 | Europei          | Roma              | 400 metri ostacoli    | Semifinale | 50"66       | Miglior prestazione personale            |
| 1975 | Europei indoor   | Katowice          | Staffetta 4×320 metri | Bronzo     | 2'32"1      |                                          |
| 1976 | Europei indoor   | Monaco di Baviera | 400 metri piani       | Oro        | 47"79       | Miglior prestazione personale            |
| 1976 | Giochi olimpici  | Montréal          | 400 metri ostacoli    | 6º         | 50"03       |                                          |
| 1977 | Universiadi      | Sofia             | 400 metri ostacoli    | Semifinale | 49"99       | Miglior prestazione personale stagionale |
| 1978 | Europei indoor   | Milano            | 400 metri ostacoli    | Batteria   | 48"64       |                                          |
| 1978 | Europei          | Praga             | 400 metri ostacoli    | Semifinale | 52"39       |                                          |
| 1980 | Giochi olimpici  | Mosca             | 400 metri ostacoli    | 8º         | 56"35       |                                          |